# Fanny Cano
Pour les articles homonymes, voir Cano.
Fanny Cano Damián (28 février 1944 — 7 décembre 1983) est une actrice et productrice mexicaine.

## Biographie
Fanny Cano est originaire de la région de Tierra Caliente, Michoacán, fille de Francisco Cano Romero et Aurelia Damián Espinoza, deuxième d'une famille de six enfants (Sergio Ángel, Fanny, Blanca, Francisco, Julio César y Elvia).

### Reine des étudiantes
À seize ans elle est élue reine de sa classe puis peu après reine de la U.N.A.M. où elle suivait un cursus de philosophie et lettres. En 1961, soutenue par le publiciste Jaime Valdés, elle participe à un atelier de théâtre animé par Seki Sano.

### Débuts comme actrice de théâtre, cinéma et télévision
La même année elle fait ses débuts au théâtre dans Baby Doll. Son premier film en tant qu'actrice est El cielo y la tierra avec Libertad Lamarque en 1962. Elle a le premier rôle pour la première fois dans Entrega inmediata (es) en 1963 où elle joue la partenaire romantique de Cantinflas. Elle obtient une véritable reconnaissance à la télévision dans le feuilleton  La mentira en 1965. Elle a un grand succès avec les telenovelas Rubí  en 1968, Yesenia (es) en 1970 et Muñeca (es) en 1974.
Elle a créé une société de production avec Julissa (es).

### Vie personnelle
Elle se marie en 1980 avec Sergio Luis Cano. Ils n'eurent pas d'enfant. Au cours des dernières années de sa vie, elle s'éloigne du monde de la fiction et de la variété, vend toutes ses propriétés, distribue ses biens dans sa famille et se consacre à des œuvres caritatives.

### Mort
Cano meurt le 7 décembre 1983, dans un accident d'avion à Madrid, en Espagne. Son avion était un Aviaco DC-9 sur le point de décoller pour Santander en même temps qu'un Boeing 727 d'Iberia Airlines partant pour Rome. Les avions sont entrés en collision sur la piste, faisant 93 morts. Elle a été tuée lors de l'incendie après l'accident. Son mari, Sergio, devait être sur le vol, mais a été rappelé pour affaires au dernier moment et n'était pas à bord.

## Filmographie

### Cinéma
- Una leyenda de amor (1982) - Amanda Cabrera
- La leyenda de Rodrigo (1981)
- La güera Rodríguez (1978)
- Zona roja (1976) - Leonor
- Las cautivas (1973) - Lucha
- Una mujer honesta (1972)
- Mecánica nacional (es) (1972)
- Los jóvenes amantes (1971)
- Flor de durazno (1970)
- Las cadenas del mal (1970)
- Tres noches de locura (es) (1970)
- La amante perfecta (1970)
- El amor y esas cosas (1969)
- Un nuevo modo de amar (1968)
- Un largo viaje hacia la muerte (1968)
- Cómo pescar marido (1967)
- Arrullo de Dios (1967)
- Sí quiero (1967)
- Operación Secretaria (1966)
- Los perversos (a go go) (1967) - Julieta
- Las amiguitas de los ricos (1967)
- Juventud sin ley (1966) - Ofelia
- Despedida de soltera (1966) - Susana
- Escuela para solteras (1965)
- Los reyes del volante (1964)
- Buenas noches, año nuevo (1964)
- Duelo en el desierto (1964)
- El solitario (1964)
- Frente al destino (1964)
- Entrega inmediata (es) (1963)
- Dile que la quiero (1963)
- División narcóticos (1963)
- El cielo y la tierra (1962)

### Telenovelas
- Espejismo (1981) - Laura
- María José (es) (1978) - María José
- Muñeca (es) (1974) - Muñeca
- Penthouse (1973)
- Yesenia (es) (1970) - Yesenia
- Rubí (1968) - Rubí Pérez Carvajal
- La mentira (1965) - Virginia

### Productrice
- Las cautivas (1973)
- Victoria (es) (1972)
- Una mujer honesta (1972)